# 지중해의 역사

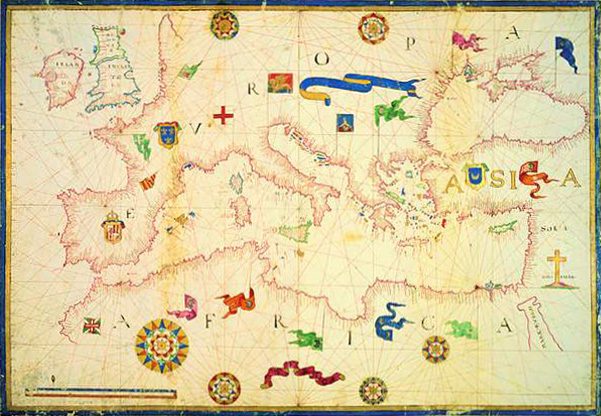
Bacino del Mediterraneo, dall’Atlante manoscritto (1582–1584년경 제작, 로마 국립중앙도서관 소장, cart. naut. 2 – cart. naut 6/1-2).

지중해의 역사와 문화 그리고 지중해 분지 등은 메소포타미아, 이집트, 가나안, 페니키아, 히브리, 카르타고, 그리스, 페르시아, 일리리아, 트라키아, 에트루리아, 이베리아, 로마, 비잔티움, 불가리아, 아랍, 베르베르, 오스만, 기독교, 이슬람 문화의 기원과 발전을 이해하는 데 중요하다. 지중해는 서아시아, 북아프리카, 남유럽 등 세 개 대륙에 걸칭 여러 사람들 간의 수송, 교역, 문화적 교환에 관한 주요한 통행로였다.

## 초기 역사

기원전 2천년의 비옥한 초승달 지대.

프랑스의 레지냥라세브, 스페인의 오르세, 이탈리아의 몬테포졸로, 불가리아의 코자르니카 등은 유럽 내에서 가장 오래된 구석기 유적지이며 지중해 분지에 자리 잡혀 있다.
약 130,000년 전의 크레타에 석기 도구의 증거가 존재하는데, 이는 초기 인류가 크레타섬에 도달하기 위해 조각배들을 사용할 줄 알았음을 나타낸다.
문명 (도심 중심지를 근처로 하여 형성된 조직화된 사회)의 문화적 단계는 차탈회위크 같은 원시 문화적 중심지들처럼 기원전 8천년기만큼 일찍부터였던 신석기 추세의 확장으로서 서남아시아에서 처음 발생하였다. 도시 문명들은 5에서 4천년기 이집트와 메소포타미아 등지의 동기 시대에서 제대로 나타나기 시작했다.
발칸반도에서 금제 유물들이 기원전 제4천년기에 등장하였는데, 이 유물들은 기원전 4569–4340년기의 매장지와 선사시대의 가장 중요한 고고학 유적지 중 하나이자 불가리아의 바르나 호수 근처인 바르나 네크로폴리스에서 발견되었는데, 한 사료 (La Niece 2009)에선 가장 이른 시기 가장 이른 시기의 금제 유물 발견으로 생각된다. 1990년대에, 요르단강 서안 지구에 있는 기원전 4천년기의 동굴 공동묘지인 와디 콰나에서 발견된 금제 유물들은 레반트 지역에서 가장 초창기의 금제 유물이다.
지중해에서 청동기 시대는 기원전 4천년기의 마지막 때 발생했다. 비옥한 초승달 지대의 도시 문명들은 이 시기에 문자 체계와 선진적인 관료제를 갖췄고, 기원전 3천년기 중반부터는 초창기 제국들의 형성으로 이끌었다. 2천년기에, 지중해 동부 해안 지대는 레반트 지역 (가나안)의 도시 국가들을 두고 경쟁하던 히타이트와 이집트 제국의 지배 아래 있었다.
‘청동기 시대의 붕괴’는 에게와 아나톨리아 지역의 재분배 경제 붕괴로 나타난, 후기 청동기 시대에서 초기 철기 시대로의 전환기를 말하며, 에게와 아나톨리아 지역의 문명은 중단된 뒤에 고대 근동의 암흑기 때 고립된 촌락 문화들로 대체되었다. 일부에선 청동기 시대를 끝장낸 계기를 ‘대재앙’이라고 부르기도 하였다. 청동기 시대 붕괴는 기원전 12-13세기에 오늘날 루마니아에서 이른 철기 제작으로 시작된, 지중해 지역의 느리면서 상대적으로 지속적이던 철기 기술의 전파가 이뤄진 기술 역사의 맥락으로도 볼 수 있다. 미케네 시기 왕국들, 아나톨리아와 시리아의 히타이트 제국, 시리아의 이집트 제국과 이스라엘 등의 문화적 붕괴, 장거리 무역 접촉의 중단, 문헌 자료의 갑작스러운 소멸 등이 기원전 1206년과  1150년 사이에 발생했다. 이 시기의 첫 번째 국면 때, 트로이와 가자 사이에 있던 거의 모든 도시들이 난폭하게 파괴되어, 그 뒤로 버려진 채로 내버려졌다(예로, 하투샤슈, 미케네, 우가리트). 암흑기의 점진적인 종결 이후에 기원전 10세기 중반 신히타이트계 아람 왕국들의 출현과 신아시리아 제국의 출현이 일어났다.
청동기 시기 문화적 진보들이 대부분 지중해 동부 지역들에 한정되어 이뤄졌던 것에 비해서, 철기 시대엔, 지중해 주변의 모든 해안가 지역들도 특히나 기원전 12년경을 시작으로 레반트에서 온 페니키아인들의 확장으로 인해, 발전이 이뤄졌다. 페르낭 브로델은 ‘The Perspective of the World’에서 페니키아가 제국들에 둘러싸인 ‘세계 경제’의 초기 예시라며 논평한바 있었다. 페니키아 문화와 해양 세력의 절정기는 보통 기원전 1200–800년경으로 놓인다. 비블로스, 티레, 시돈, 시미라, 아르와드, 베리투스 등 가장 핵심적인 페니키아 거점들의 많은 곳들이 이 시기 앞서 건설되었으며, 이들 도시 모두 아마르나 문서에 등장했다.
페니키아인들과 아시리아인들은 근동의 후기 청동기 시대의 문화적 요소들을 철기 시대의 그리스와 이탈리아로 전했으면서도, 또한 훨씬 더 멀리 북서 아프리카와 이베리아로 전하기도 하며, 현재 고전 고대라고 알려진 지중해 역사의 시작을 일으켰다.
이들은 대표적으로 음소문자 체계를 퍼트렸으며, 이는 아시리아의 설형문자 체계와 극동의 표어 문자 체계 (이후로는 인도의 아부기다 체계)등과 대조적인 철기 시대의 지중해 문명들에 대한 특징이 되었다.

## 고전기

기원전 7, 8세기의 그리스 식민도시들.

고전 고대 시기 지중해 문명 중에 가장 대표적인 두 곳은 그리스 도시 국가들과 페니키아인들이었다. 그리스인들은 흑해 전역과 홍해를 통해서 확장을 하였다. 페니키아인들은 서부 지중해를 통해서 북아프리카와 이베리아반도로 퍼져나갔다. 기원전 6세기부터 5세기를 포함한 시기까지, 주요한 지중해 민족들 중에 대부분은 페르시아의 지배하에 있었고, 페르시아인들을 이 시기 지중해를 지배하도록 했다. 페니키아인들과 소아시아의 그리스 도시 국가의 일부는 아케메네스 제국에 해군 병력을 제공했다. 페르시아의 지배는 기원전 5세기에 그리스-페르시아 전쟁 이후에 끝이 났고 기원전 4세기에 페르시아는 마케도니아에 국가가 무너지게 된다. 오드뤼사이 왕국은 기원전 5세기와 서기 1세기 사이에 가장 핵심적이고 강력한 트라키아 국가로 있었다.

### 페르시아 시기
기원전 6세기부터 기원전 4세기 전반기를 포함한 시기까지, 주요한 지중해 민족들의 대부분은 아케메네스 제국의 지배하에 놓였고, 이 모든 시기에 페르시아인들이 지중해를 지배하게끔 해주었다. 키루스 대왕이 세운 제국은 마케도니아, 트라키아와 흑해 서부 해안 (오늘날 불가리아 남동부와 동부), 이집트, 아나톨리아, 페니키아, 레반트, 이후로 지중해의 많은 다른 분지 지역들을 포함했을 것이다. 다리우스 대왕 (다리우스 1세)은 페르시아 함대에 투자한 최초의 아케메네스 왕으로 인정받는다. 이때까지만 하더라도 그리스나 페르시아에 진정한 의미의 ‘제국 해군’이 존재하지 않았다. 페르시아는 다리우스 재위 때 처음으로 상비 제국 해군을 창설하고 운용한 최초의 제국에 되었다. 페니키아인들과 그리스인들은 키프로스인들과 이집트인들과 더불어 페르시아 제국에 대규모 해군을 제공했다. 지중해 지역에 대한 완전한 페르시아의 지배는 기원전 5세기 그리스-페르시아 전쟁 이후에 끝이 났고, 페르시아는 알렉산드로스의 정복 이후에 마침내 기원전 4세기 말에 지중해에서 완전히 영향력을 상실하였다.

### 헬레니즘 시기

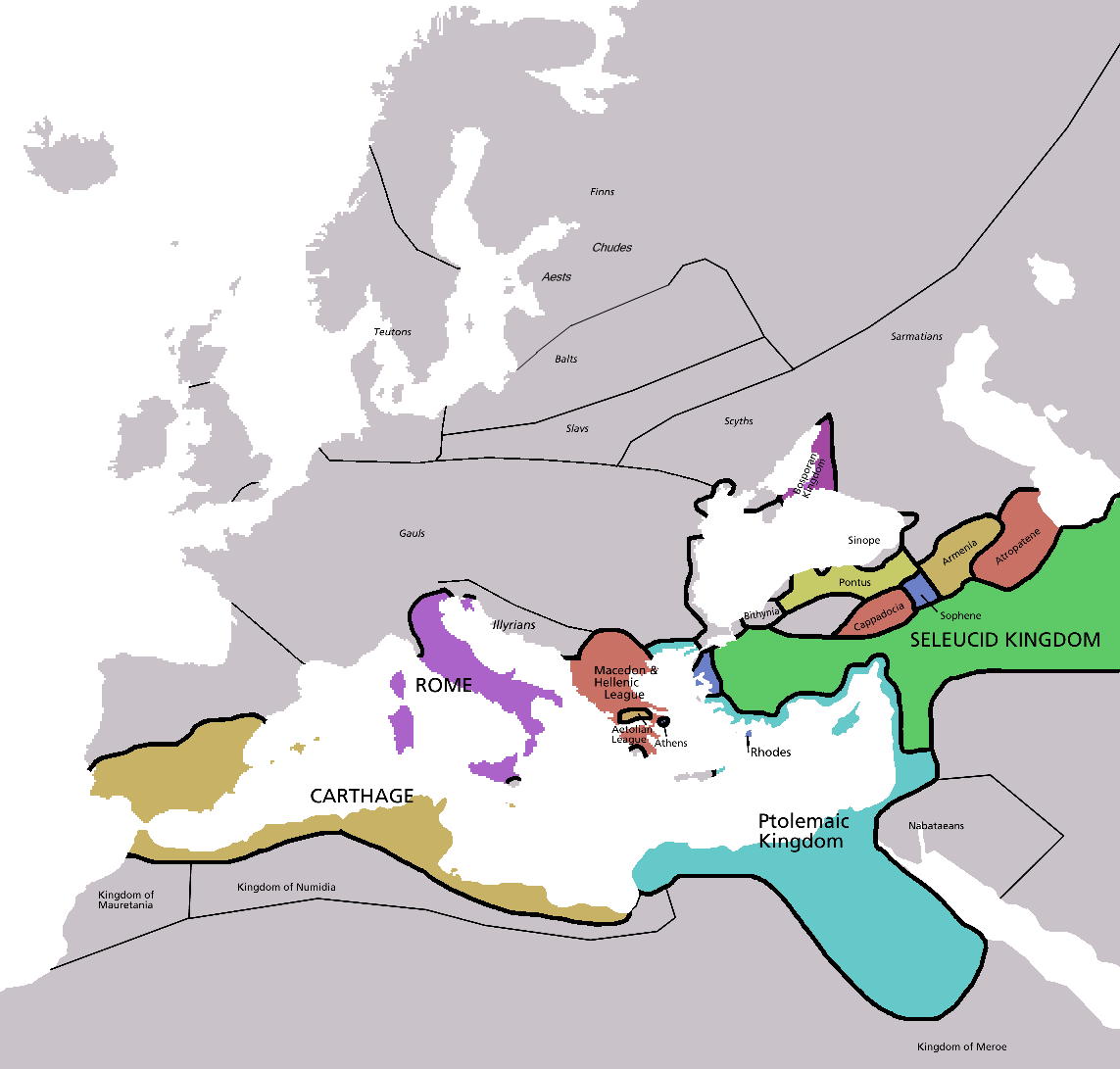
기원전 220년의 지중해 지역.

고대 그리스 최북단의 고대 마케도니아 왕국에서, 기술 및 조직화 기술들이 오랜 역사의 기마 전술과 벼려졌다. 헤타이로이는 마케도니아 왕국 시기의 가장 강한 이들로 여겨졌다. 알렉산드로스 대왕 치세에, 헤타이로이는 동쪽으로 향했고, 연속된 결정적 전투에서, 페르시아 군대를 패퇴시키고 지중해의 지배적 제국이라는 지위를 차지하였다. 마케도니아 제국에는 오늘날의 그리스, 불가리아, 이집트, 페니키아 지역을 비롯해 지중해의 다른 분지 지역들과 소아시아 지역을 포함했다.
이 시기의 지중해 주요 중심지들이 결과적으로 알렉산드로스 제국의 일부가 되었다. 그의 제국은 빠르게 해체되었고, 중동, 이집트, 그리스는 곧 다시 독립 국가가 되었다. 알렉산드로스의 정복지는 그리스의 지식들과 사상들을 지중해 전역에 퍼트렸다.

### 로마-카르타고 경쟁 관계
지중해 동부 세력들은 곧 훨씬 서쪽의 세력들에 가려지기 시작했다. 북아프리카에서, 옛 페니키아의 식민지인 카르타고는 여러 옛 페니키아 영토들로 이뤄진 제국과 주변 지역들을 지배하였다. 그렇지만, 이탈리아반도의 도시 로마가 결국에 지중해 분지 전체를 지배하였다. 처음에는 이탈리아를 통해 퍼져나간, 로마는 제2차 포에니 전쟁에서 한니발의 로마를 상대로 유명한 분투에도 불구하고 포에니 전쟁에서 카르타고를 제압해냈다.
제3차 포에니 전쟁 이후, 로마는 지중해 지역의 주도 세력이 되었다. 로마인들은 곧 동쪽으로 뻗어 나가, 그리스를 장악했고, 라틴 지식과 사상 등을 지중해 전역으로 퍼트렸다. 이 시점으로, 해안 무역 문화들이 한때 강국들의 중심지였던 내륙의 강 유역 지역들을 완전하게 압도하였다. 이집트의 주도권은 나일강 도시들에서 해안가 도시들, 특히 알렉산드리아고 옮겨졌다. 메소포타미아는 로마 제국과 페르시아 사이 변경 지역이 되었다.

### 로마의 ‘마레 노스트룸’

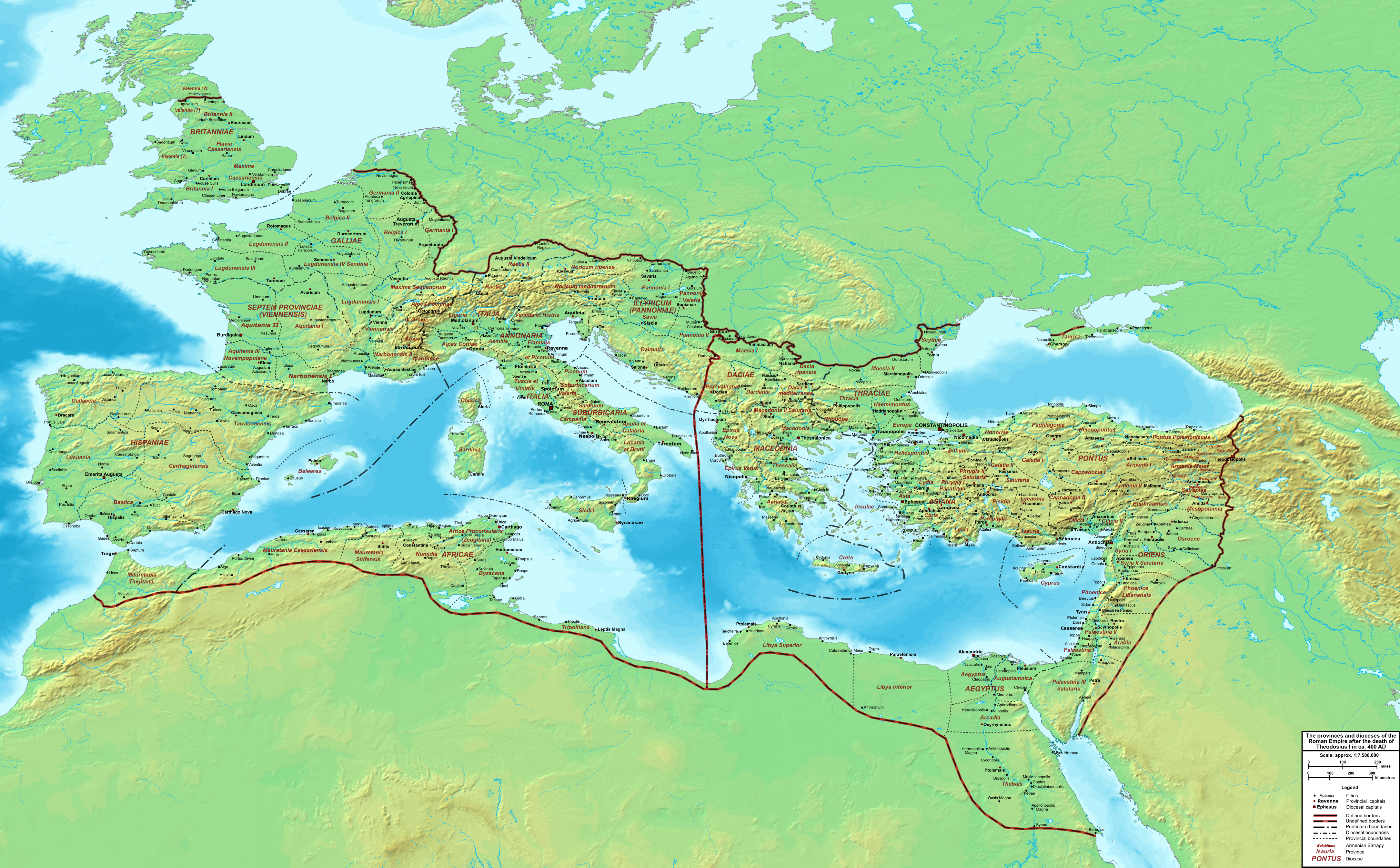
서기 400년경 로마의 영토에 둘러싸인 ‘마레 노스트룸’.

기원전 1세기, 아우구스투스가 로마 제국을 세웠을 때, 지중해는 로마인들에게 마레 노스트룸(Mare Nostrum, ‘우리의 바다’)이라고 불렸다. 이 표현에는 “제정 로마 세계가 염원했던 지중해 공간의 단일성”이라는 개념이 잘 드러나 있다.
로마 제국의 등장 이후, 지중해 지역에는 “경제, 사회, 문화적으로 단일한 문명권에 속하는 진정한 지중해 공동체”가 세워졌다. 로마 제국은 이 바다 한가운데 있었고, 서쪽의 헤라클레스의 기둥이라 불리는 해협에서 시작해 근동 연안에 이르는 지중해 전 영역이 상업 및 해양 개발지로 가득해졌다. 역사상 처음으로, (지중해의) 모든 바다가 해적한테서 자유로웠다. 이 체제는 “지중해 연안의 응집력을 보장해 주는 황제 권력의 단일성”에서 비롯했다.
이후 몇 세기 동안, 지중해는 모든 지역이 로마한테 둘러싸인 ‘로마의 호수’였고, 물류와 교역의 주요 공간이 되었다. 가장 중요한 교역품은 밀이었다. 밀은 이집트, 북아프리카, 시칠리아, 갈리아 남부 지방, 이베리아반도를 거쳐 이탈리아로 이동했다. 이집트에서만 약 1억 7200만 리터의 밀이 공급됐다. 이탈리아, 이베리아, 갈리아 등에서 생산된 포도주, 베티카, 과달키비르, 게닐 계곡 등에서 생산된 올리브 등도 많이 거래됐다.
바다가 열리는 3월 초부터 바다가 닫히는 11월 11일까지 지중해 전 지역에서 항해 무역이 활발했다. 주요 교역은 주로 5월 27일부터 9월 14일까지 이루어졌다. 이집트의 밀을 로마로 가져다 주는 알렉산드리아 항로(15~20일 정도 소요)가 가장 중요했고, 시리아에서 이탈리아로 가는 항로가 그다음으로 중시되었다. 카르타고, 가데스, 카르타헤나, 타라고나, 나르본, 아를, 마르세유, 히스팔리스(세비야), 라오디케이아 등의 항구에서 로마의 오스티아와 연결하는 다양한 항로가 열렸다. 나르본에서 알렉산드리아까지 20일이면 갈 수 있었다.
이를 통해 밀과 올리브, 금과 구리 등뿐만 아니라 갈리아의 양모, 소아시아와 이집트의 야마포, 베이루트와 시돈 혹은 티루스의 비단, 시돈의 유리 제품, 코린토스의 청동, 아렌티움(아레초)의 도자기 등이 교역되었다. 지중해 교역망은 더 멀리로 이어졌다. 페잔과 가라만테스에서는 중앙아프리카에서 북아프리카에 이르는 넓은 지역의 산물들(상아, 보석, 노예, 야생 동물 등)을, 동아프리카의 잔지바르 섬에서는 상아, 금, 코뿔소 뿔 등을, 지금의 예멘 지역인 행복의 아라비아(사바 왕국)에서는 인도산 물품들을 사들였다. 페트라를 중심으로 활약한 나바테아 왕국, 팔미라를 중심으로 활약한 팔미라 제국 등도 지중해 교역망에 뛰어들어 로마와 중동 사이의 중개 무역으로 막대한 부를 누렸다.
2세기 이후 고트인이 출현하면서 유럽 대륙의 정세에 큰 변화가 나타났다. 이들은 서기 무렵부터 라인강과 도나우강 북쪽에 정착해 있던 게르만족들의 이동을 촉발했다. 고트족은 로마 국경 지대로 마르코만니족과 콰디족과 반달족을 몰아냈는데, 이는 마르쿠스 아우렐리우스 황제의 통치기부터 로마 제국들을 고통에 빠뜨렸다. 238년 고트인은 흑해 연안의 도시 올비아를 점령했고, 이후 도나우강의 전 유역을 위협했다. 251년 고트인의 진군을 저지하려던 데키우스 황제는 전투에 패한 후 살해당했다. 이때부터 고트인은 자유롭게 흑해와 에게해 연안의 도시들을 약탈하고 유린했다. 고트인의 습격은 트라페준타, 니코메디아, 에페소스, 밀레토스, 심지어는 아테네 지역에까지 전개됐다.
한편, 같은 시기에 메소포타미아 지역에서 중대한 변화가 일어났다. 파르티아가 전복되고 사산 제국이 들어선 것이다. 강력한 중앙 집권 체제인 사산제국은 조로아스터교를 기반으로 하여 세워진 국가였다. 샤푸르 1세의 통치기부터 사산 제국은 로마 제국의 동방 접경 지대를 공격하기 시작했다. 260년 발레리아누스 황제는 전투에 패한 후 에데사 근방에서 샤푸르 1세의 포로가 되었다. 이 지역 도시들의 부의 원천인 대상로를 로마제국의 뒤를 이어 안전하게 지켜준 것은 오데나투스와 이후 제노비아 여왕이 건설한 팔미라 제국이었다. 로마 제국의 권위는 거듭된 위기로 크게 실추되었다.
284년 황제로 추대된 디오클레티아누스는 개혁을 도모해 또 다른 황제인 막시미아누스 및 두 부황제인 갈레리우스, 콘스탄티우스와 연합해 사분 통치에 들어가서 국경 지대의 방어력을 강화했다. 312년 뒤를 이어 황제에 오른 콘스탄티누스 1세는 기독교로 개종하면서 지중해 연안의 정세와 문화에 결정적 영향을 끼쳤다. 도미누스 솔리(dominus soli)가 일요일(주일)이 되고 동짓날 태양제는 성탄절로 바뀌는 등 이교도 축제는 점차 기독교 축제로 전환되었고, 성베드로 대성당, 성 바울로 대성당, 성 이레네 성당 등 수많은 성당이 제국 전역에 건설되었다. 콘스탄티누스 1세는 지중해 전역을 갈리아와 이베리아 반도를 포함하는 갈리아 총독 관구, 아프리카를 포함하는 이탈리아-일레리아 총독 관구, 오리엔트 총독 관구 등 세 구역으로 나누어 통치하고, 330년 동로마 지역의 비잔티움에 콘스탄티노폴리스라는 이름을 헌정한 후 수도로 삼았다. 이를 기점으로 동지중해와 서지중해 사이의 단절과 분열이 시작되었다.
332년 콘스탄티누스 1세는 고트인을 로마 제국의 연방으로 받아들이는 협정을 체결했다. 그러나 동쪽에서 몰려드는 훈족의 침입을 받아서 게르만족의 연쇄 이동이 시작되자 364년 고트인과 협력 관계가 깨졌다. 서고트인이 로마제국 영토로 침입해 트라키아를 황폐화했고, 378년 발렌스 황제가 이끄는 로마 군대는 아드리아노플에서 전멸했다. 한편, 샤푸르 2세가 이끄는 사산 제국은 로마 제국을 공격하여 동지중해 지역을 위협했다. 379년 제위에 오른 테오도시우스 때의 지중해가 단일 권력 체제의 지배를 받은 최후의 시기였다. 그의 사후 두 아들 아르카디우스가 동방을, 호노리우스가 서방을 차지하면서 로마 제국은 양분화되었고, 지중해도 두 쪽으로 나뉘었다. 이후 5세기 들어 서로마 제국은 무너지기 시작했고, 서기 476년 게르만족의 침입으로 끝내 역사 속으로 사라졌다.

### 사산 제국과 동로마 제국 시대
동로마 제국은 이웃한 사산 제국과의 전쟁 기간 동안 레반트 지역에 대한 지배를 시작했다. 콘스탄티노폴리스는 그 존재만으로도 지중해의 교역 상황을 바꿔 놓았고, 고대 그리스 시대에 교역으로 융성했던 발트해-흑해 무역로의 명성을 되찾아주었다. 콘스탄티누스는 자신의 이익을 위해 알렉산드리아에서 로마로 보급되는 밀의 수송로를 바꾸었다.
5세기 동지중해에서는 남쪽에서 들어오는 식료품, 북쪽에서 들어오는 목재와 광물, 동지중해의 주요 도시로부터 들어오는 공산품(특히 직물)이 상호 거래됐다. 여기에 극동 지방의 비단과 향료가 추가로 거래됐다. 사산 제국이 징수하는 통행세 때문에, 주요 교역로로 북쪽에서는 흑해를 통해 콘스탄티노폴리스에 이르는 항로와 남쪽에서는 홍해를 통해 알렉산드리아에 이르는 항로가 이용됐다. 이집트와 콘스탄티노폴리스 간의 정기 수송을 제외하면 해상 교역은 관례에 의거해 자유롭게 발전했다. 이러한 관례는 나중에 동로마 제국의 법 체계 내에서 '로도스법'으로 수정됐다. 해상 교역은 노미스마라는 금화를 통해 쉽게 이뤄졌다. 이 시기에 시리아 상인과 유대 상인이 중개 무역으로 호기를 맞아 이탈리아를 비롯하여 이베리아 반도의 서고트 왕국, 갈리아 지방까지 진출했다. 동고트왕국의 왕 테오도리쿠스는 아드리아해의 라벤나 주변과 포강 유역 입구에 새로운 무역 중심지를 건설했고, 이로 인해 오스티아 등 티레니아해의 항구들을 쇠퇴하기 시작했다. 그러나 우리의 바다에서 안전을 보장해 주었던 로마 제국의 함대들이 소멸함에 따라 해적들이 다시 기승을 부리기 시작했다.
6세기 초 해적들에 맞서기 위해 동로마 제국의 황제들은 거대한 함대를 구축해서 지중해에 대한 제해권을 확보하고, 지중해 세계의 통합을 확보하고자 애썼다. 518년 제위에 오른 유스티니아누스는 알렉산드리아의 조선소를 중추로 시리아와 에게 해 북쪽에 항구를 건설했다. 특히 533년에는 함대를 구성하여 콘스탄티노폴리스에서 출항시키기도 했다. 이 함대에 대해 프로코피오스는 “이집트인과 이오니아인, 시칠리아인으로 이뤄진 병사 3만 명을 태운 500척의 범선”과 “해전용 장비를 갖춘 가볍고 빠른 92척의 전투함으로 구성되었는데, 후자는 쾌속으로 달릴 수 있기에 우리는 이 배를 드로몬이라고 부른다.”라고 기록했다. 이것이 동로마 제국 최초의 대함대였다. 그는 이 함대를 이끌고 북아프리카의 반달왕국을 정복했고, 이어 시칠리아와 서지중해의 섬들(사르데냐, 코르시카, 발레아레스 제도 등)을 탈환하고, 벨리사리우스에게 정벌을 맡겨 동고트족을 공격하여 잃었던 이탈리아를 재정복한다. 수복된 지역은 이후 두 총독, 즉 카르타고에 근거를 둔 아프리카 총독과 라벤나에 근거를 둔 이탈리아 총독으로 나뉘어 동로마 제국의 지배 아래 들어갔다. 이어서 동로마 제국은 달마티아를 수복하고 에스파냐 연안에 상륙하여 근거지를 마련함으로써 지중해를 '동로마 제국의 호수'로 만들었다. 이로써 동로마 제국은 세우타, 안티오케이아, 카르타고, 알렉산트리아, 오데사, 트라브존 등에 주요 해군 기지를 건설하고, 로마 제국을 능가하는 제해권을 갖춘 해양 제국으로 성장했다.
그러나 서기 6세기 내내 레반트에 대한 지배는 비정형적인 생산 및 분배와 대체적인 경제 쇠퇴를 유발한 극도의 불안정성을 띠었다. 602년~628년 로마-사산 제국 전쟁 때 사산 제국은 동로마 제국에게서 지중해 영토 일부를 빼앗는 등 꾸준히 지중해 지역의 영토를 획득했다. 그러나 610년 카르타고 지방 총독의 아들인 이라클리오스가 무적 함대를 이용하여 동로마 제국의 황위에 오른 후 제국을 재정비하기 시작했고, 626년에는 페르시아-아바르족 연합군에게서 콘스탄티노폴리스를 해방시키고 전쟁을 완벽하게 승리로 이끌었다. 그러나 시간이 흐르면서 지중해에 대한 동로마 제국의 지배권은 아랍과 그 후예인 튀르크인들의 침입으로 영원히 끝나고 말았다.

## 중세

서기 622년부터 750년까지의 지중해 지역에서 칼리파국의 확장.
무함마드 치세 확장 (622–632년)
라시둔 칼리파국 시기 확장 (632–661년)
우마이야 칼리파국 시기의 확장 (661–750년)

동로마 제국과 사산조 페르시아 제국의 수 세기에 걸친 전쟁, 즉 로마-페르시아 전쟁으로 약화되는 동안, 또 다른 세력이 중동에서 힘을 키웠다. 바로 이슬람이었다. 연속적이고 신속한 무슬림 정복 중에, 이슬람교에 자극을 받고 칼리파들과 할리드 이븐 알왈리드 같은 유능한 군 지휘관들의 지휘를 받은 아랍 군대는 중동의 대부분을 휩쓸었다. 이들은 동로마 제국의 영토를 절반 이상 장악하고, 페르시아 제국 영토를 완전히 정복해 흡수했다.
아랍의 침입은 서유럽과 동유럽 간의 무역 관계를 혼란시키는 동시에 동방 지역과의 교역로를 단절시켰다. 그렇지만 이는 카스피해를 가로지르는 교역을 촉발하는 간접적 영향을 미쳤다. 이집트의 곡물 수출은 동방으로 재설정됐다. 비단, 후추 같은 동방의 상품들은 선원들과 유대인 교역상을 통해 이집트에서 베네치아와 콘스탄티노폴리스 같은 항구들로 운송됐다. 바이킹들의 공세는 서유럽의 교역을 훨씬 혼란에 빠뜨렸고 중단시켰다. 그럼에도 노르드인들은 노르웨이에서 백해로 이어지는 교역을 발달시켰고, 또 스페인과 지중해의 사치품들을 교역하기도 했다. 8세기 중엽 동로마 제국이 지중해 북동부 주변의 영토를 되찾았다. 9세기부터 베네치아의 선박들이 아랍의 공격에 대항하기 위해 스스로를 무장했고, 동시에 베네치아의 ′동방 상품에 관한 무역에 전념했다.
오랜 기간 강국이던 불가리아 제국은 7세기와 14세기 사이 지중해 발칸 반도의 주요 유럽 경쟁국이었고, 중세 동안에 중대한 문화적, 정치적, 언어적, 종교적 유산을 낳았다.
아나톨리아에선, 불가리아의 테르벨의 도움을 받았으며 여전히 힘이 남아 있던 동로마 제국에 의해 무슬림의 확장이 저지됐다. 그러나 시리아, 북아프리카, 시칠리아 등 동로마 제국의 속주들은 무슬림 정복자에게 저항할 수 없었다. 무슬림 군대들은 바다를 건너 서고트족의 히스파니아를 차지했고, 북진하다가 프랑크족에게 프랑스 남부에서 저지당했다.
최전성기에 아랍 제국은 지중해의 4분의 3을 지배했으며 로마 제국 외에 지중해 대부분을 지배한 유일한 제국이었다. 북아프리카 대부분은 중동에 있는 무슬림 중심지의 주변 지역이 되었지만, 알 안달루스와 모로코는 곧 이 먼 통치권에서 떨어져 나갔고, 자치권을 지닌 고도의 진보된 사회가 되었다.
831년과 1071년 사이에, 시칠리아 토후국은 지중해 지역 내 이슬람 문화의 주요 중심지 중 하나였다. 기독교도들인 노르만인들에게 정복된 뒤, 시칠리아 섬은 라틴과 동로마의 영향력이 융합된 독특한 문화를 발전시켰다. 중세 시대에 팔레르모는 지중해의 예술 및 경제적 중심지로 남아 있었다.

7세기에서 11세기까지 지중해에서 있던 비잔티움-이슬람의 주요 해상 작전 및 교전에 관한 지도

카이로 게니자에 따르면, 파티마조는 십자군 전쟁 이전에는 아말피, 제노바 등과 같은 이탈리아 도시 국가와 교역 관계를 유지했다. 996년 당시의 한 문서에는 카이로에 아말피 출신의 상인들이 거주했다고 언급하기도 했다. 또 다른 문헌 자료는 제노바인들이 알렉산드리아에서 교역을 했다고 전했다. 파티마조의 칼리파 알무스탄시르는 대략 1060년에 아말피 상인들을 예루살렘에 있는 라틴 교회의 호스피스 공간에 거주하는 걸 허용했다.
그렇지만 12세기의 르네상스 이후인 중세 말 유럽에는 더 조직적이고 중앙집권적인 국가들이 형성되었다. 종교적 열정과 정복의 꿈에 자극을 받은, 유럽의 왕들은 무슬림 세력을 물리치고 성지를 되찾기 위해 다수의 성전을 벌였다. 이 성전은 목표 측면에서 성공적이지 못했다. 오히려 셀주크 튀르크와 그 후예인 오스만 튀르크에 밀려서 점차 영토를 잃기 시작하던 동로마 제국을 약화하는 데 큰 효과를 발휘했다. 또 이집트가 다시 한 번 지중해 동부에서 주요 세력으로 떠오르면서 이슬람 세계의 힘의 균형이 다시 맞춰졌다.
십자군 전쟁은 유럽과 ‘우트르메르’ 지역 사이의 무역 번영을 이끌었다. 제노바, 베네치아, 피사 등 이탈리아 도시 국가들은 십자군이 통제하던 지역들에 식민지를 세웠고 동방 무역을 통제하게 되었다. 또한 이 식민지들은 이 국가들이 동방 세계와 교역을 하게 해주었다. 십자군 국가의 멸망, 그리고 무슬림 국가와 교역을 막으려는 교황의 시도 등이 동방 무역을 혼란에 빠뜨렸음에도, 교역 자체는 지속되었다.

### 노예제

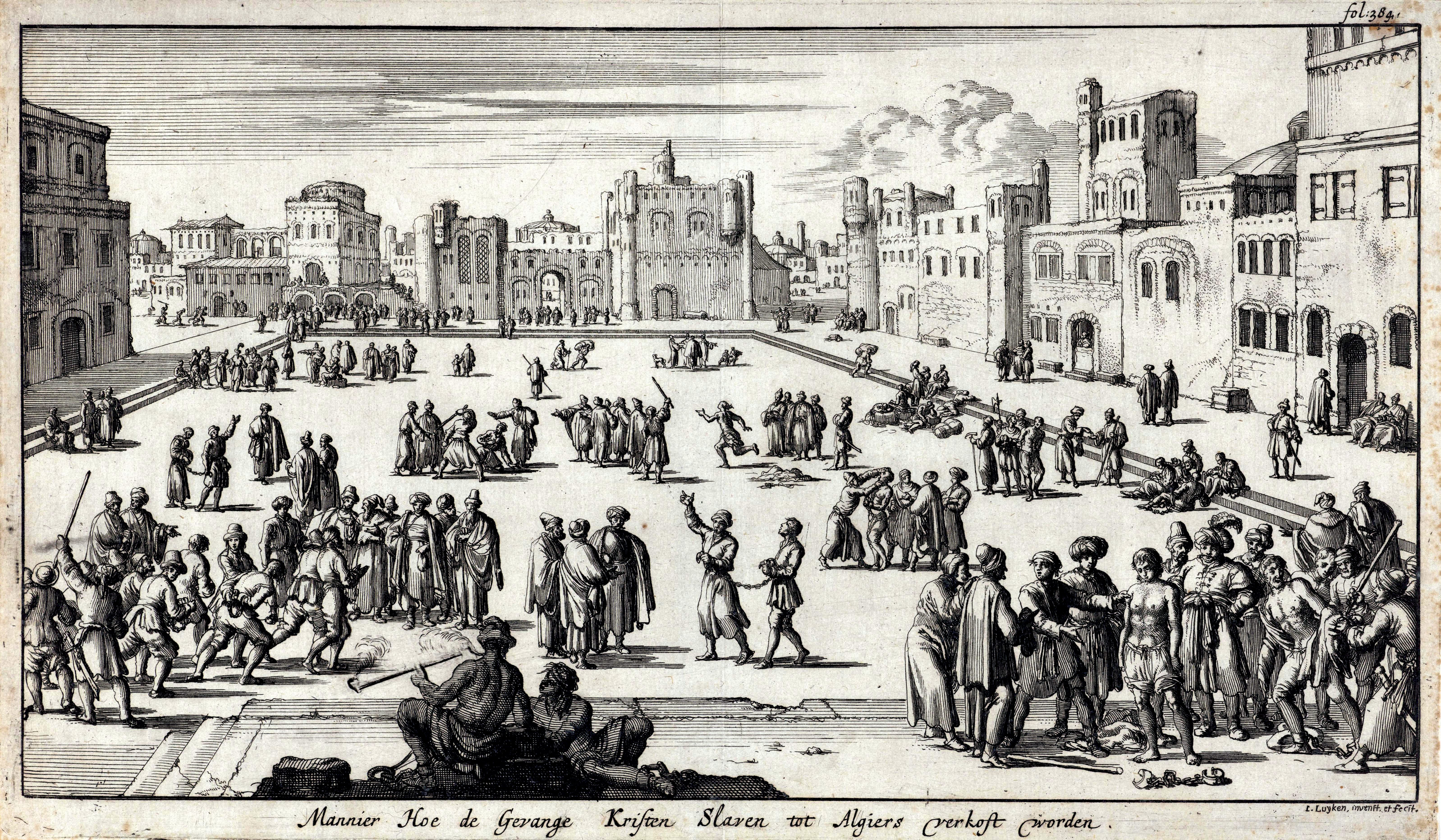
1684년경 알제의 노예 시장

노예제는 중세 기간 모든 지중해 사회에서 전략적이고 아주 중요한 부분이었다. 노예가 될 수 있는 위협은 농민, 어부, 상인들한테 지속적인 두려움이었다. 돈이 있는 자들이나 재정적인 지원이 있는 자들은 지원이 없는 것만을 우려하거나 그들이 몸값을 이유로 위협을 당해야만 했다.
중세 때 지중해 지역의 사람에게 일어날 수 있었던 일로 아래와 같은 일들이 있었다:
1. 코르세어, 해적, 바르바리 해적 혹은 통상 파괴범이 오갈 때, 경제적 지원이 없던 농민, 어업인 혹은 해안 거주민은 납치당하거나 국제 시장에서 커다란 수익을 보았던 노예상에게 팔릴 수가 있었다.
2. 만일 포로가 부유하거나 영향력 있는 후원자들이 있을 경우엔, 포로는 몸값을 받고 풀려날 수 있었다. 이 방안이 가장 유용한 방법이었는데, 현금 교환은 노예 시장 거래에서 시간이 오래 걸리지 않고 협상 과정이 늘어지지 않는 데다 즉시 직접적 보상을 제공했기 때문이다.
3. 포로는 교역 대상이 되기보다는 선박에서 노동력으로 해적들에게 바로 사용될 수 있었다. 이 시기의 교전에서, 전쟁 포로들은 종종 잡혀 노예로 사용되었다.

황제들은 많은 포로들을 데리고 와서 수도에서 이들을 과시하고, 이들의 생포를 기념하여 축제를 열며, 승전의 표시로써 이들 앞에서 외교관들을 과시했다.

### 중세 후기

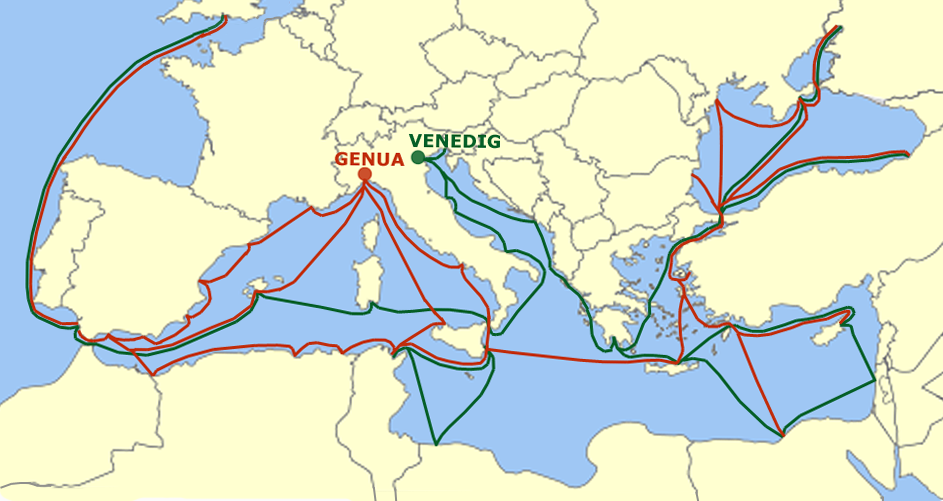
지중해의 제노바 (빨강)와 베네치아 (초록)의 해상 교역로.

해양 공화국들인 아말피, 가에타, 베네치아, 제노바, 안코나, 피사, 라구사 등은 지중해 연안에서 자신들만의 제국을 발전시켰다. 이슬람 국가들은 주요한 해상 세력을 갖춘 적이 없었고, 동방에서 유럽으로 향하는 교역은 곧 이탈리아 교역자들의 손에 들어갔으며, 특히 이로부터 막대한 수익을 거둔 제노바와 베네치아 출신들이 그랬다. 피사 공화국과 이후의 라구사 공화국 등은 무역을 더욱 진흥시키기 위해 외교를 사용하였고 공화국 사람들의 추가적인 감정을 고조시키기 의해 국가 문제에 있어서 자유주의적 접근을 유지하였다.
베네치아 공화국은 제4차 십자군 이후로 지중해 동부 연안을 지배하게 되었다.
1275년과 1344년 사이에 지브롤터해협의 통제권을 두고 분쟁이 벌어졌었다. 마린 술탄국, 그라나다 토후국, 카스티야 연합왕국, 아라곤 연합왕국, 포르투갈 왕국, 제노바 공화국 등이 등장했던, 이 분쟁은 주요 국가들 간에 동맹이 바뀐 것이 특징이었다. 이베리아 도시들인 타리파, 세우타, 알헤시라스 혹은 론다와 아프리카의 항구 세우타 등은 불안정한 상태였다. 지중해 서부 지역은 시칠리아, 나폴리, 사르데냐, 발레아레스제도, 아테네, 네오파트리아, 그리고 북아프리카의 도시들 몇 개를 보유했던 덕에 아라곤 연합왕국이 지배하였다.
1347년에 흑사병이 콘스탄티노폴리스에서 지중해 분지를 가로질러 퍼졌다.
오스만의 힘은 계속해서 커져갔고, 1453년에, 비잔티움 제국이 콘스탄티노폴리스 함락과 함께 사라졌다. 오스만은 이미 그리스, 불가리아, 그리고 발칸반도의 많은 부분들을 이미 지배하였고 또한 곧 북아프리카에도 세력을 펼치기 시작하였다. 북아프리카는 사하라사막을 가로지르는 무역에서 부를 쌓았지만, 다른 기독교 세력들과 더불어 이베리아반도에서 무슬림들을 몰아내는 오랜 군사 활동을 들였던 포르투갈은 서아프리카와 직접적인 교역으로 이 교역을 방해할 방법을 마련해냈다. 직접적인 교역은 캐러벨이라는 새로운 형태의 선박을 통해서 가능했으며 이 선박은 최초로 거친 대서양 교역을 유용하게 하였다. 사하라 교역의 쇠퇴는 북아프리카를 약화시켰고, 오스만에 손쉬운 목표가 되게 하였다.
세우타는 1415년에 결국에 포르투갈 왕국에 넘어갔고, 이 지역에 대한 카스티야, 아라곤, 제노바의 관심을 약화시켰다.
중세 동안에, 경쟁 관계였던 기독교와 무슬림 왕국들은 무기류와 그밖에 금수품 등을 포함하여 특정 상품에 대한 교역을 적대 왕국들에 금지하였다. 교황들은 이슬람 세계권에 이 상품들의 수출을 금하였다. 오스만 역시도 무기와 다른 전락품목에 관한 수출을 금지하였고, 심지어 평화시에도 기독교 국가들에 이 상품들을 금수품으로 지정했으나, 친교 국가들은 협정문들을 통해 일부 금수품들을 수입할 수 있었다. 이러한 금지에도 불구하고, 밀무역은 양쪽에서 벌어졌다. 유럽의 상인들은 무슬림들과 금지 품목들을 교역했다. 오스만은 이스탄불의 병기창에 정박해 있던 오스만 해군이 오스만과 비오스만 선박들이 이 무역을 행하던 것을 막을 수 없었던 주로 겨울에 밀수 교역을 억누르는 것이 불가능하였다.

## 근대

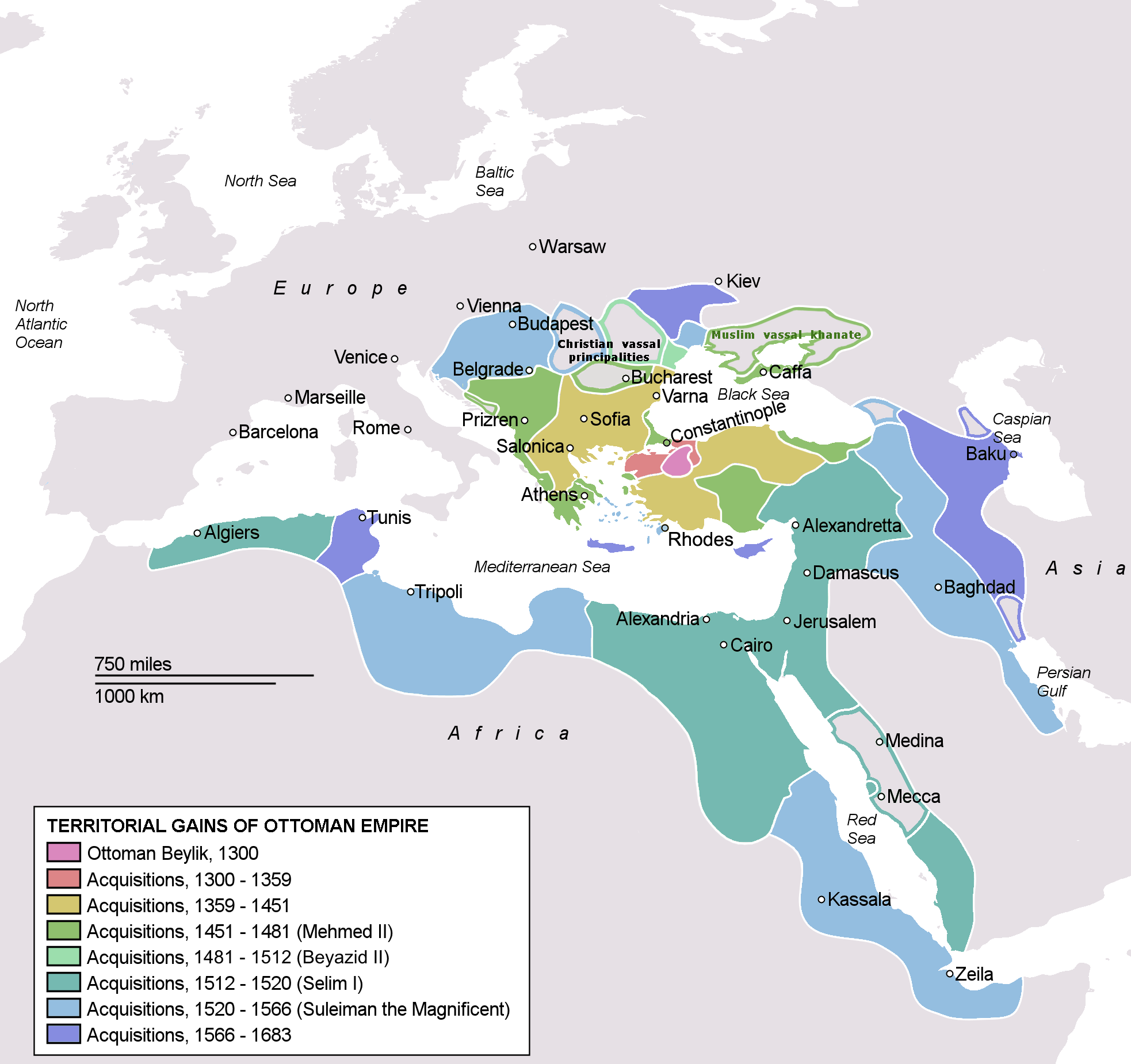
1300년과 1683년 사이에 획득된 오스만 제국 영토.

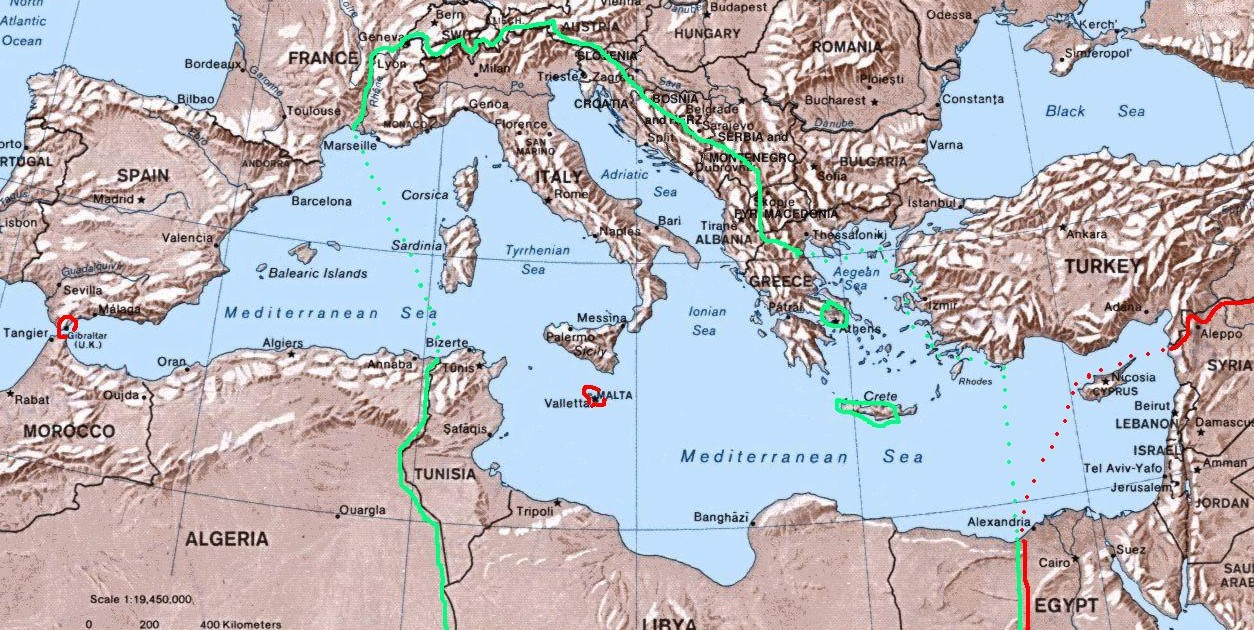
1942년 여름/겨울 내 이탈리아 통제하의 지중해 해안과 해양지역 최대 영역 (녹색 선과 점선 안). 붉은색은 연합군 통제 지역.

유럽 국가들의 커져가는 해상력은 레판토 해전이 오스만 해군력을 억제하던 때 지중해 내 급속한 오스만의 확장을 저지해내었다. 그렇지만 브로델이 강력하게 주장하듯이, 이는 오스만의 확증을 끝내는 대신에 늦췄을 뿐이었다. 중요 섬인 키프로스는 1571년에 오스만의 영토가 되었다. 튀니지에서 최후의 저항은 1574년에 종결되었고 크레타섬에서 거의 한 세대간 지속되었던 공방전 끝에 1669년에 베네치아가 밀려 나가고 말았다.
이 당시 세력균형은 스페인과 오스만 제국 간에 세워져 18세기까지 이뤄졌으며, 각국은 지중해의 각자 절반씩을 지배하였고, 이탈리아 해군력을 점차 더 부적절하게 약화시켰다. 게다가, 오스만 제국은 북아프리카 해안 너머 무슬림들의 지배를 늘리려는 이들의 목적을 성공시켰다.
장거리 항해의 발전은 지중해 전역에 영향을 미쳤다. 한때 동방에서 비롯한 모든 무역은 지중해를 통해 거쳐갔으나, 아프리카 일주는 황금, 향신료, 염료 등이 서유럽의 대서양 항구들로 직접적으로 수입될 수 있게 했다. 아메리카 대륙들 역시도 서구 국가들에 막대한 부의 원천이었고, 이 때문에 일부 지중해 국가들은 큰 타격을 입었다.
그러므로 유럽 세력의 기반은 북쪽으로 이동했고 한때 부유하던 이탈리아는 외국 세력들의 지배를 받던 변방권이 되었다. 오스만 제국 역시도 서서히 쇠퇴하기 시작했고 오스만의 북아프리카 영토는 사실상의 독립을 얻게 되었으며 유럽 영토도 점차 커져가던 오스트리아와 러시아에 잃었다.
19세기 무렵에 유럽 국가들은 대대적으로 훨씬 강력하였고, 북아프리카를 식민화하기 시작했다. 프랑스는 1830년에 알제리를 그리고 이후에는 튀니지를 장악하면서 세력을 남쪽으로 투사했다. 영국은 1882년에 이집트의 지배권을 획득했다. 수에즈운하가 이 시기에 개통되었으며, 아시아, 동아프리카, 유럽에 있어서 광범위한 영향이 있었다. 지중해 국가들은 짧은 거리 때문에 선호되었고, 또한 트리에스테와 같은 항구 도시들은 중유럽과 북유럽으로 직접 빠르게 접근할 수 있는 붐을 이루었다. 이탈리아는 1911년에 오스만한테서 리비아를 정복했다. 그리스는 1832년에 독립을 획득했다. 오스만 제국은 결국에 제1차 세계대전 때 붕괴했고, 오스만의 영토는 프랑스와 영국 등에 잘려나갔다. 넓은 오스만 제국의 잔재국은 1923년에 독립국 터키가 되었다. 유고슬라비아는 제1차세계대전 종전 때 오스트리아헝가리 제국에서부터 만들어졌다.
20세기 전반기 동안에 지중해는 이탈리아 왕국의 확장의 중심이었고, 추축국과 연합국 간의 제2차 세계대전 기간 전투가 벌어진 주요 지역 중 하나였다. 세계대전 이후 시대는 동부 지중해의 증가하는 활동이 특징이었으며, 이때 동부 지중해에서 해상 활동들이 현재도 진행중인 아랍-이스라엘 분쟁의 일부를 형성하고 터키가 키프로스의 북부를 점령하였다. 냉전의 긴장은 지중해를 친미와 친소 진영으로 갈라놓았고, 터키, 그리스, 스페인, 이탈리아, 프랑스는 NATO 회원국이었다. 시리아는 사회주의 국가이자 친소 정권이었고, 1971년에 동의를 통해서 소련 측에 소련 해군을 위한 항구를 내주었다. 유고슬라비아는 공산주의 국가였지만 친소련도 친미국 측도 아니었다. 이집트는 나세르 정권 시기에 소련에 관심을 기울였으나 사다트 정권 시기에 미국의 영향권으로 고개를 돌렸다. 이스라엘과 이집트 모두 막대한 미국의 군사적 지원을 받았다. 미해군은 냉전기에 미 제6함대의 지중해 기지를 세웠다.
오늘날, 지중해는 유럽 연합의 남쪽 경계이고 전세계에서 무역이 가장 활발한 지역 중 하나다. 몰타의 총리는 익사한 많은 이민자들 때문에 지중해를 ‘공동 묘지’라고 묘사한 바 있다. 2013년 람페두사 이민자 난파 사건 이후로, 이탈리아 정부는 이민자들을 구조하고 이민자들의 불법 이민을 중계하는 브로커들을 체포하기 위한 군사 및 인도 작전인 ‘우리의 바다 작전’을 승인함으로써 지중해에 대한 순찰 활동 목적의 국가 정책을 강화하기로 결정했다.

## 같이 보기
- 동지중해
- 아나톨리아의 역사
- 유럽의 역사
- 중동의 역사
- 북아프리카의 역사
- 레반트의 역사
- 서양 문명의 역사
- 지중해의 생활대
- 지중해 분지
- 지중해 연합

## 참고 문헌
- Banaji, Jairus (2007). “Islam, the Mediterranean and the Rise of Capitalism” (PDF). 《Historical Materialism》 (Leiden: Koninklijke Brill) 15: 47–74. doi:10.1163/156920607X171591. ISSN 1465-4466.
- López, María Dolores (1996–1997). “De nuevo sobre la "guerra del Estrecho" la contribución financiera del reino de Valencia en la última fase del conflicto (1332–1344)” (PDF). 《Anales de la Universidad de Alicante. Historia medieval》 (Alicante: University of Alicante) (11): 405–416. ISSN 0212-2480.
- Sola, Emilio (2006). 〈The Mediterranean, dynamic centre of the 14th century〉.   María Jesús Viguera Molins (Coord.). 《Ibn Khaldun: The Mediterranean in the 14th Century: Rise and Fall of Empires》. Foundation José Manuel Lara. 40–49쪽. ISBN 84-96556-34-4.

## 추가 서적 자료
- Abulafia, David (2011). 《The Great Sea: A Human History of the Mediterranean》. Oxford University Press. ISBN 978-0-19-532334-4.
- Braudel, Fernand. The Mediterranean in the Age of Philip II. 2 vol 1972), the classic history by the leader of the French Annales School; excerpt and text search vol 1; excerpt and text search vol 2
  - John A. Marino, "The Exile and His Kingdom—The Reception of Braudel’s Mediterranean," Sixteenth Century Journal (2003) 34#4
- Burke, III, Edmund. "Toward a Comparative History of the Modern Mediterranean, 1750–1919," Journal of World History (2012) 23#4 pp. 907–939 | DOI: 10.1353/jwh.2012.0133
- Chambers, Iain. Mediterranean Crossings: The Politics of an Interrupted Modernity (Duke University Press, 2008).
- Horden, Peregrine and Nicholas Purcell. The Corrupting Sea: A Study of Mediterranean History. Malden, MA: Blackwell, 2000.
  - Horden, Peregrine and Purcell, Nicholas. "The Mediterranean and 'the New Thalassology'" American Historical Review (2006) 111#3 pp 722–740 online
- Rogerson, Barnaby. The Last Crusaders: The Hundred-Year Battle for the Center of the World (Overlook Press; 2010) 482 pages. Traces power struggles in the Mediterranean between 1450 and 1590.
- Thiollet, Jean-Pierre. Je m'appelle Byblos.
- Philip V. Bohlman, Marcello Sorce Keller, and Loris Azzaroni (eds.), Musical Anthropology of the Mediterranean: Interpretation, Performance, Identity, Bologna, Edizioni Clueb – Cooperativa Libraria Universitaria Editrice, 2009.
- Schlicht, Alfred, "Die Araber und Europa" Stuttgart 2008 (Kohlhammer Verlag)
- Sorce Keller, Marcello. “Mediterranean”, Janet Sturman (ed.) The SAGE Encyclopedia of Music and Culture. Los Angeles: SAGE Reference, 2019, Vol. III, 618-623.
- Broodbank, Cyprian (2013). 《The Making of the Middle Sea: A History of the Mediterranean from the Beginning to the Emergence of the Classical World》. Oxford University Press. ISBN 978-0-19-999978-1.